# Силвіо Марич
Силвіо Марич (хорв. Silvio Marić, нар. 20 березня 1975, Загреб) — хорватський футболіст, що грав на позиції півзахисника.
Виступав, зокрема, за клуби «Динамо» (Загреб) та «Ньюкасл Юнайтед», а також національну збірну Хорватії.

## Клубна кар'єра
У дорослому футболі дебютував 1992 року виступами за команду «Кроація» (нині — «Динамо» (Загреб)), в якій провів два сезони, але основним гравцем не був, взявши участь лише у 4 матчах чемпіонату, через це протягом першої половини сезону 19994/95 на правах оренди захищав кольори «Сегести». Повернувшись 1995 року до «Кроації» Марич нарешті став основним гравцем. Цього разу відіграв за загребську команду наступні чотири сезони своєї ігрової кар'єри, вигравши з клубом низку національних трофеїв.
4 лютого 1999 року за $ 5,8 млн перейшов в англійський «Ньюкасл Юнайтед», дебютувавши у Прем'єр-лізі 10 березня 1999 року в матчі проти «Ноттінгем Форест», але в подальшому на поле виходив нерегулярно, зігравши за півтора року лише 23 матчі у Прем'єр-лізі. Тим не менш у 1999 році Марич став першим хорватським футболістом, що зіграв у фіналі кубка Англії, вийшовши на поле на 68 хвилині замість Нолберто Солано, але «сороки» той матч програли 0:2 «Манчестер Юнайтеду» і трофей не здубули.
Влітку 2000 року Марич став гравцем португальського «Порту». Після того, як Силвіо зіграв один сезон за клуб з Порту, де також не був основним гравцем, і виграв Кубок Португалії, він повернувся в загребське «Динамо», де залишався до літа 2003 року.
У 2003 році Марич знову змінив клуб — на цей раз він перейшов у грецький «Панатінаїкос». Провівши два сезони в Греції, в першому з яких він з командою зробив «золотий дубль», Марич втретє став гравцем «Динамо», підписавши дворічний контракт. Однак відіграв він лише половину його терміну. Після закінчення сезону 2005/06 Сільвіо Марич розірвав договір з «Динамо» і оголосив про припинення кар'єри гравця. У своїх трьох періодах виступів за «Динамо», він з'явився на полі в цілому в 146 матчах чемпіонату і забив 41 гол.

## Виступи за збірну
30 квітня 1997 року дебютував в офіційних іграх у складі національної збірної Хорватії у відбірковому матчі чемпіонату світу 1998 року проти Греції. Свій перший і єдиний м'яч за збірну він забив у тому ж відбірковому циклі в ворота збірної Боснії та Герцеговини.
У складі збірної був учасником чемпіонату світу 1998 року у Франції, на якому команда здобула бронзові нагороди, а Марич з'явився в чотирьох матчах на турнірі.
Останній матч за збірну зіграв 12 жовтня 2002 року у відборі на Євро-2004 проти Болгарії (0:2). Протягом кар'єри у національній команді, яка тривала 6 років, провів у формі головної команди країни 18 матчів, забивши 1 гол.

## Досягнення
«Кроація»/«Динамо» (Загреб)
- Чемпіон Хорватії: 1992–93, 1995–96, 1996–97, 1997–98, 2002–03, 2005–06
- Володар Кубка Хорватії: 1995–96, 1999–97, 1999–98, 2001–02
- Володар Суперкубка Хорватії: 2002

«Порту»
- Володар Кубка Португалії: 2000–01

«Панатінаїкос»
- Чемпіон Греції: 2003-04
- Володар Кубка Греції: 2003-04

Хорватія
- Бронзовий призер чемпіонату світу: 1998

### Нагороди
- Red hrvatskog pletera — 1998[5]